# Zeiteinheit
Eine Zeiteinheit ist eine Maßeinheit, mit der für die Zeit als physikalische Größe quantitative Angaben ermöglicht werden. Mit einer festgelegten Zeiteinheit lässt sich jede Zeit als Vielfaches ihrer Einheit angegeben.

## Definitionen
Im internationalen Einheitensystem ist die grundlegende Einheit der Zeit die Sekunde (Einheitenzeichen s), definiert als das 9 192 631 770-Fache der Periodendauer einer Strahlung im Mikrowellenbereich, die beim Übergang zwischen zwei speziellen Energieniveaus des Caesium-Atoms 133Cs emittiert wird.
Neben der Sekunde gibt es die Minute (1 min = 60 s), die Stunde (1 h = 60 min), den Tag (1 d = 24 h = 86 400 s), die Woche (7 d). Für noch größere Zeiteinheiten gibt es je nach Zusammenhang unterschiedliche Definitionen, siehe Monat, Jahr. Damit können sie keine akzeptierte Einheiten des internationalen Einheitensystems sein; gleichwohl sind sie allgemein in Gebrauch, auch in Gesetzestexten, z. B. bei der Angabe von Zeitläufen für Termine und Fristen.
Einheiten für längere Zeitspannen als das Jahr gibt es nicht. Vorsätze für Maßeinheiten können bei den Zeiteinheiten nur mit der Sekunde benutzt werden. Um Zahlen mit vielen Stellen zu vermeiden, werden Zehnerpotenz-Faktoren verwendet, gelegentlich auch in Wortzusammensetzungen wie Jahrzehnt, Jahrhundert, …

## Geschichte

### 24 Stunden eines Tages
Die Einteilung des Tages in zwölf Teile kommt vermutlich von einer Version der Sonnenuhr der alten Ägypter. Da die Zeiteinteilung lange mit Hilfe des Sonnenlichts geschah, konnte die Nacht nicht so einfach aufgeteilt werden. Später entdeckten ägyptische Astronomen 36 Sterne, die den Himmel in gleiche Teile aufteilten. Die Nacht konnte mit 18 dieser Sterne aufgeteilt werden. Jeweils drei Sterne wurden für die Morgen- und Abenddämmerung verwendet, da es zu dieser Zeit schwer war, die Sterne zu erkennen. Die Zeit der totalen Finsternis wurde von den übrigen zwölf Sternen festgelegt. Zwischen 1550 und 1070 v. Chr. wurde dieses System vereinfacht, indem 24 Sterne genutzt wurden, wobei zwölf für die Nacht waren. Die Klepsydra wurde auch zur Zeiteinteilung genutzt.
Später hat Hipparchos zwischen 147 v. Chr. und 127 v. Chr. vorgeschlagen, den Tag in 24 gleich lange Stunden zu unterteilen. Eine solche Einteilung wurde jedoch erst im 14. Jahrhundert mit dem Aufkommen mechanischer Uhren üblich.

### 60 Minuten und 60 Sekunden
Die Babylonier machten astronomische Berechnungen im 60er-System, auch sexagesimales Rechensystem genannt. Diese hat Hipparchos später übernommen. Eratosthenes hat das 60er-System genutzt, um einen Kreis in 60 Teile zu teilen. Damit hat er ein frühes System für Breitengrade aufgebaut. Dieses System hat Hipparchos verbessert. Claudius Ptolemäus hat die 360 Grad in seinem Werk Almagest in zwei Stufen in jeweils wieder 60 Einheiten unterteilt. Die erste Einheit nannte er partes minutae primae – die Minuten – die zweite partes minutae secundae – unsere Sekunden.